# Онуфриев, Александр Алексеевич
Александр Алексеевич Онуфриев (2 марта 1904 года, г. Алатырь, Алатырский уезд, Симбирская губерния, Российская империя — 25 февраля 1943 года) — советский военный деятель, гвардии генерал-майор (27 ноября 1942 года).

## Начальная биография
Александр Алексеевич Онуфриев родился 2 марта 1904 года в городе Алатырь ныне в составе Чувашии.

## Военная служба

### Довоенное время
В сентябре 1923 года призван в ряды РККА и направлен на учёбу в Омскую пехотную школу, после окончания которой с сентября 1926 года служил в составе 79-го стрелкового полка (27-я Омская стрелковая дивизия, Белорусский военный округ) на должностях командира взвода, квартирмейстера и начальника хозяйственного довольствия полка, командира роты. В декабре 1931 года переведён в 33-ю стрелковую дивизию, где служил на должностях командира роты и начальника полковой школы 80-го стрелкового полка, начальника штаба и командира батальона 99-го стрелкового полка, а в сентябре 1938 года назначен на должность командира 97-го стрелкового полка.
В 1939 году окончил три курса факультета заочного обучения Военной академии имени М. В. Фрунзе. С марта того же года находился на руководящей работе в отделе кадров Белорусского военного округа.
После окончания курса общевойсковых командиров Военной академии командного и штурманского состава ВВС Красной армии в мае 1941 года назначен на должность командира 8-й воздушно-десантной бригады (4-й воздушно-десантный корпус), дислоцированного в районе станции Пуховичи (военный городок Марьина Горка).

### Великая Отечественная война
27 июня бригада под командованием подполковника А. А. Онуфриева была передислоцирована в район южнее Борисова и заняла оборону в районе селения Свислочь на реке Березина, а затем отступала вследствие ударов превосходящих сил противника по направлению на Могилёв. 9 июля бригада в районе деревни Дулово попала в окружение, из которого через несколько дней вышла и с середины июля вела тяжёлые боевые действия на рубеже Мстиславль, Седлец, взаимодействуя со сводным отрядом под командованием полковника М. А. Попсуй-Шапко.
В августе бригада во время Смоленской битвы вновь попала в окружение в районе Кричева, после чего отходила по направлению на Клинцы и по выходе была передислоцирована в район посёлка Локоть и затем — в район города Энгельса с целью переформирования, по окончании которого в январе 1942 года была десантирована в районе Вязьмы, после чего до 6 февраля действовала в тылу противника в районе железной дороги и шоссе Смоленск — Вязьма.
6 августа 1942 года назначен на должность командира 38-й гвардейской стрелковой дивизии, формировавшейся в городе Тейково (Ивановская область). После завершения формирования В середине августа 1942 года дивизия начала была передислоцирована на Сталинградский фронт и к 16 августа выдвинулась на участок станица Ново-Григорьевская, устье реки Иловля, где она должна была оборонять левый берег Дона. К 17 августа переправилась по понтонным мостам на Сиротинский плацдарм, где и вступила в боевые действия. К 3 сентября заняла рубеж Грачевая — балка Бирюча северо-западнее Сталинграда.
14 октября дивизия была выведена в резерв Ставки Верховного Главнокомандования с целью пополнения в район города Ртищево (Саратовская область). К 5 декабря дивизия под командованием А. А. Онуфриева была передислоцирована в район Замостье, Котовка, Новый Лиман, после чего с 16 по 31 декабря принимала участие в наступательных боевых действиях в ходе Среднедонской операции и затем на ворошиловградском направлении, в результате чего 17 января 1943 года принимала участие в освобождении города Миллерово.
25 февраля 1943 года генерал-майор А. А. Онуфриев погиб в бою. Похоронен в селе Оскол Изюмского района Харьковской области.

## Награды
- Орден Ленина (30.1.1943);
- Орден Красного Знамени (12.4.1942);
- Орден Суворова 2 степени (8.2.1943).